# La Conquête de Constantinople
La Conquête de Constantinople est une œuvre écrite par Geoffroi de Villehardouin, un chevalier champenois croisé, relatant les événements de la quatrième croisade ayant abouti à la conquête de la capitale de l’empire byzantin, Constantinople, le 13 avril 1204.
Il s'agit du plus ancien texte historique écrit en prose française encore existant. Il est considéré comme la principale source historique pour la quatrième croisade.

## Transmission du texte
L'œuvre est connue par six manuscrits encore existant et des éditions anciennes basées sur des manuscrits perdus depuis. L'édition moderne de référence est celle d'Edmond Faral.

## Contexte
Geoffroi de Villehardouin est présent dès la proclamation de la quatrième croisade par Foulques de Neuilly lors du tournoi d'Écry en 1199 organisé par Thibaut III de Champagne. Pendant les cinq années que dure la croisade, il agit en qualité d'envoyé, d'ambassadeur, de conseiller et même de chef militaire lors de la bataille d'Andrinople en 1205. De 1207 à 1213, il rédige en ancien français l'histoire de cette croisade.
Villehardouin a choisi d'écrire son œuvre de façon épique. Il écrit son histoire à la troisième personne et combine objectivité et points de vue ecclésiastiques. Une technique courante dans son travail consiste à raconter une bataille ou un épisode selon des directives subjectives, voire militaristes, et de faire suivre par son explication personnelle et religieuse des résultats.
Villehardouin fait des allusions et références constantes aux événements futurs et à l’ignorance des personnages en ce moment. Il définit le résultat dans ses propres termes et ne permet pas au public de tirer sa propre conclusion pour les actions des personnages. Il récapitule les événements qui ont conduit aux négociations d'Alexis avec les Croisés. Son récit est à comparer à celui de Robert de Clari sur la quatrième croisade.
Pour lui, la Croisade est plus qu'une guerre sainte, c'est un événement d'une telle ampleur qu'il doit la reprendre dans son travail en détail et décrire les acteurs.
Villehardouin fait de nombreuses références à la chanson de Roland. À l'instar de cette épopée, il décrit l'armée française comme élue pour exécuter la volonté de Dieu. Et quand Villehardouin décrit comment le comte Louis refuse de quitter le terrain, il est clairement fait référence à l'apogée de Roland dans son épopée.
Le texte de Villehardouin, bien que parfois précis et d'autre fois non, est un récit personnel saisissant sur la quatrième croisade. Villehardouin y affirme d'emblée qu'il est un pèlerin, mais il n'explique jamais le principe de la croisade.
Villehardouin décrit le siège de Zara avec des détails spécifiques et crée ainsi une image négative de cette partie de la croisade. Il décrit comment les citoyens de Zara ont exhorté les croisés à ne pas attaquer une ville chrétienne et a donné une description impartiale du pillage qui a suivi. Il souligne également que les Francs ne voulaient pas attaquer Zara et que beaucoup ont déserté la croisade. Cette attitude se poursuit avec sa description du siège à Constantinople. Il est consterné par les actions des croisés et décrit les destructions et les vols. Il affirme que Constantinople possédait des reliques anciennes et de grande valeur, équivalentes au reste du monde.

## Exemple du texte de la chronique
Ci-dessous les premiers paragraphes de la Chronique, en ancien français :

« Sachiez que mille cent quatre-vinz et dix huit ans après l'incarnation nostre seingnor Jésus Christ, al tens Innocent trois, apostoille de Rome, et Philippe, roi de France, et Richart, roi d’Angleterre , ot un saint home en France qui ot nom Folques de Nuilli. Cil Nuillis siet entre Lagny-sor-Marne et Paris; e il ère prestre et tenoit la paroiche de la ville. Et cil Folques dont je vous di, comença à parler de Dieu par France et par les autres terres entor, et Nostre Sires fist maint miracles por luy.
Sachiez que la renommée de cil saint home alla tant qu’elle vint a l'apostoille de Rome, Innocent; et l’apostoille envoya en France et manda al prod'ome que il empreschast des croiz par s’autorité. Et après y envoia un suen cardonal , maistre Perron de Chappes, croisié, et manda par luy le pardon tel come vos dirai: Tuit cil qui se croisieroient et feroient le service Dieu un an en l’ost, seroient quittes de toz les péchiez que il avoient faiz, dont il seroient confés. Por ce que cil pardons fu issi granz, si s’en esmeurent mult li cuers des gens; et mult s’encroisièrent por ce que li pardons ère si grans. »

Traduction du XIXe siècle en français moderne :

« Sachez que mil cent quatre-vingt-dix-sept ans après l'incarnation de Notre-Seigneur Jésus-Christ, au temps d'Innocent III pape de Rome, et de Philippe roi de France, et de Richard roi d'Angleterre, il y eut un saint homme en France qui avait nom Foulque de Neuilli (ce Neuilli est entre Lagni-sur-Marne et Paris) ; et il était prêtre, et tenait la paroisse du village. Et ce Foulque que je vous dis commença à parler de Dieu par l'Ile-de-France et par les autres pays d'alentour; et sachez que Notre-Seigneur fit maint beau miracle pour lui.
Sachez que la renommée de ce saint homme alla tant qu'elle vint au pape de Rome, Innocent, et le pape envoya en France, et manda au prud'homme qu'il prêchât la croix par son autorité. Et après il y envoya un sien cardinal, maître Pierre de Capoue, qui était croisé, et manda par lui l'indulgence telle que je vous dirai. Tous ceux qui se croiseraient et feraient le service de Dieu un an dans l'armée, seraient quittes de tous les péchés qu'ils avaient faits, dont ils seraient confessés. Parce que cette indulgence fut si grande, les cœurs des gens s'en émurent beaucoup ; et beaucoup se croisèrent parce que l'indulgence était si grande. »

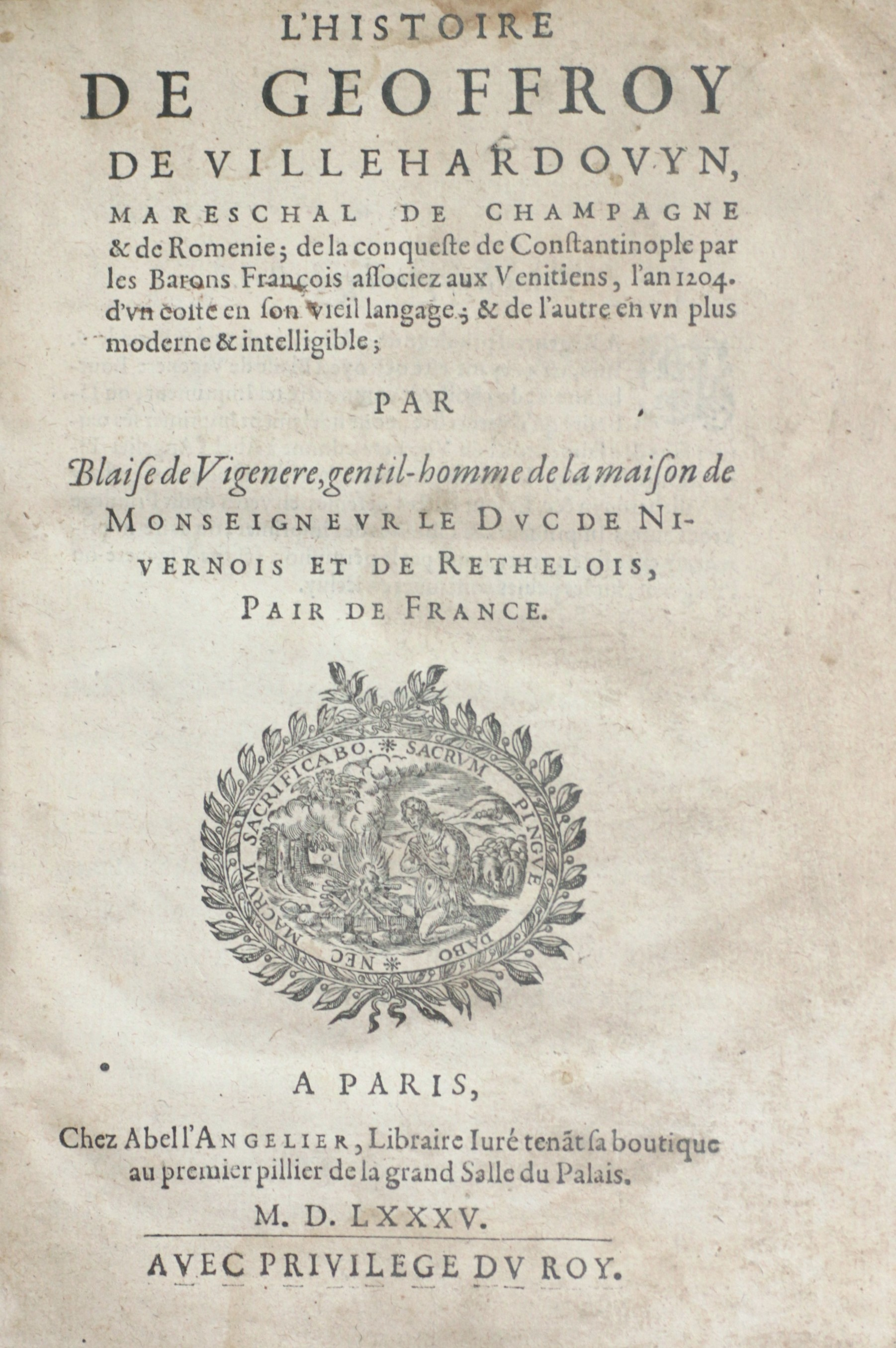
Chronique de la Quatrième croisade, édition de 1585 avec le texte original et traduction en français du XVIe siècle.
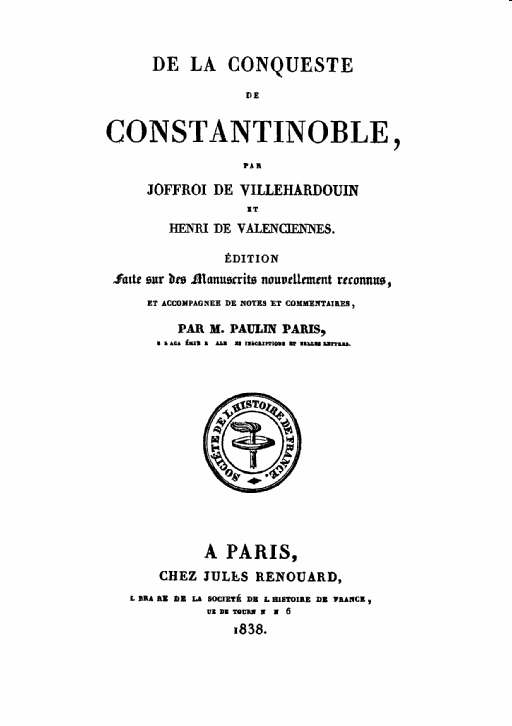
Page de couverture d'une édition imprimée de la conquête de Constantinople de 1838.